# Norman Madhoo
Norman Madhoo (Georgetown, 9 april 1964) is een Guyaanse darter die toernooien van de WDF en PDC speelt.

## Carrière
In 2003 wist Madhoo de Caribbean and South American Masters te winnen. Daarmee kwalificeerde hij zich als eerste Guyanees voor het PDC World Darts Championship. Tijdens het WK van 2004 werd hij vervolgens met een uitslag van 1-3 in de eerste ronde uitgeschakeld door de Engelse Steve Smith.
De Caribbean and South American Masters schreef hij in 2009 en 2010 opnieuw op zijn naam. Tijdens de wereldkampioenschappen van 2010 en 2011 werd hij daarop in de voorronde respectievelijk verslagen door Ken MacNeil met een met een uitslag van 2-4 en door Devon Petersen met  een score van 3-4.
Bij de WDF wist Madhoo in 2014 te zegevieren op het Cherry Bomb International. In de finale ging de Guyanees langs de Amerikaan Randy Wornstaff .

### 2023
In 2023 was Guyana voor het eerst vertegenwoordigd op de World Cup of Darts. Madhoo mocht met Sudesh Fitzgerald uitkomen voor zijn thuisland, omdat zij tezamen de inaugurele Latin America Qualifier in Costa Rica wonnen. Op de World Cup, die plaatsvond in juni te Frankfurt am Main, verloor het duo in de groepsfase van de koppels uit Australië en Gibraltar.
In augustus won Madhoo Championship Darts Latin America and Caribbean World Championship Qualifier 1. In de finale versloeg hij landgenoot Sudesh Fitzgerald met 6-3.
In oktober schreef Madhoo ook Championship Darts Latin America and Caribbean World Championship Qualifier 3 op zijn naam. In de finale versloeg hij de Argentijn Jesús Rubén Salate met een uitslag van eveneens 6-3.

### 2024
Op de World Cup of Darts kwam Madhoo wederom uit voor zijn thuisland met Sudesh Fitzgerald. In de groepsfase waren de spelers uit China en Oostenrijk te sterk.
In juli won de Guyanees opnieuw een toernooi op de Championship Darts Latin America & Caribbean Tour van de PDC. In de finale versloeg hij wederom landgenoot Sudesh Fitzgerald. Ditmaal won hij met 6-5.

## Resultaten op wereldkampioenschappen

### PDC
- 2004: Laatste 48 (verloren van Steve Smith met 1-3 in sets)
- 2010: Laatste 72 (verloren van Ken MacNeil met 2-4 in legs)
- 2011: Laatste 72 (verloren van Devon Petersen met 3-4 in legs)
- 2024: Laatste 96 (verloren van Jim Williams met 0-3 in sets)